# Domingo Andrés
Domingo Andrés (Alcañiz (Teruel), a. de 1525-Zaragoza, c. 1599) fue un militar español conocido fundamentalmente como poeta neolatino y humanista.

## Vida
Estudió Humanidades en Alcañiz y posteriormente pasó a completar sus estudios en la Universidad de Valencia, donde trató a Juan Lorenzo Palmireno, a quien dedicó un epigrama en 1545. En 1547 se licenció como bachiller.
En la década de 1550 se enroló en el ejército para conocer Italia, con estancias en Siena como soldado, donde estaban Diego Hurtado de Mendoza y Juan Verzosa, y en Bolonia.
En 1560 se casó en Alcañiz, y tuvo tres hijos que educó gracias a su trabajo como profesor de Humanidades en la Academia de Humanidades de la capital del Bajo Aragón. Sin embargo fue despedido de la Academia alcañizana en 1588 y tuvo que marchar a Zaragoza, donde residió hasta su muerte.

## Obra
Cultivó en latín una poesía heroica y religiosa, en línea con el espíritu de la Contrarreforma, además de numerosos poemas de géneros breves, entre los que destaca el compuesto a la muerte de Felipe II. También escribió elegías, una de ellas acerca de la vida de Cristo. Hagiografías de apóstoles y exempla homiléticos son De Petro archiapostolo y Jacobo et Joanne Cebedeis fratribus. Poecilistichon contiene un tratado doctrinal católico.
La poesía de Domingo Andrés ha sido editada por José María Maestre Maestre, aunque solo se conservan sus poesías sueltas y de circunstancias, procedentes de dos de los cinco libros del Poecilistichon, sive variorum libri V, reunidas en 1594. Por ello abundan los panegíricos, epitafios, epigramas y otros poemas de circunstancias. Los más antiguos datarían de 1540, como un epitafio a Juan Luis Vives. También se editaron epístolas y elegías.
En cuanto a la métrica, predomina el dístico elegíaco y se aprecia su admiración por Marcial, aunque sus influencias poéticas provienen sobre todo de Virgilio y Ovidio.
En sus poesías breves hay interesantes observaciones acerca de la vida cotidiana, como la descripción de Tortosa, las puestas en escena de obras de Terencio y jugosas noticias acerca de las relaciones de Domingo Andrés con eruditos italianos de la talla de Aquiles Bocchi o Antonio Scappo, o aragoneses, como Jerónimo Zurita o Juan Sobrarias.
Recibió las alabanzas de Andrés de Uztarroz en su Aganipe de los cisnes aragoneses en el clarín de la fama.

## Publicaciones de Domingo Andrés
- Antropoliytroscos l. VII, poema extenso en siete libros acerca de la redención de la humanidad.
- De Jacobo et Joanne Zebedeis fratribus.
- De novissimo juditio.
- De Petro Archi-Apostolo.
- Dos elegías sobre el nacimiento y muerte de Cristo.
- Poecilistichon, sive variorum libri V, 1594.

## Ediciones modernas
- Domingo Andrés, «Poesías varias» del alcañizano Domingo Andrés, José María Maestre Maestre (ed. lit.), Instituto de Estudios Turolenses, Teruel, 1987.